# 老亚瑟·史列辛格
老亚瑟·史列辛格（/ˈʃlɛsɪndʒər/ SHLESS-in-jər，1888年2月27日—1965年10月30日）是一位美国进步时代的历史学家，哈佛大学教授，社会历史学和城市史方面的先驱，其子小亞瑟·史列辛格也是一位历史学家。